# Kingston (Suffolk)
Kingston – przysiółek w Anglii, w Suffolk. Leży 10.2 km od miasta Ipswich i 115.8 km od Londynu. Kingston jest wspomniana w Domesday Book (1086) jako Kyngestuna.